# 그레이트브리튼 왕국
그레이트브리튼 왕국(Kingdom of Great Britain)은 1707년에 잉글랜드 왕국과 스코틀랜드 왕국이 합병하여 성립한 왕국이다. 그레이트브리튼섬 전체를 지배한 첫 왕국이었다. 다른 시기의 영국과 구분하지 않을 때에는 이 나라도 그냥 영국이라고 부른다. 그레이트브리튼 연합왕국(United Kingdom of Great Britain)이라고도 한다.
1603년에 제임스 1세가 잉글랜드와 스코틀랜드의 왕을 겸하는 동군연합이 되었다. 1706년 7월 22일 잉글랜드와 스코틀랜드 간에 연합조약(Treaty of Union)이 체결되었고, 연합법에 의해 1707년 5월 1일을 기해 양국이 하나의 국가가 되었으며, 이에 따라 의회도 통일되었다. 한편, 그레이트브리튼 왕국은 1714년 조지 1세의 즉위와 함께 하노버 왕국과 동군연합을 이루었다.
그레이트브리튼 왕국이 존재하던 기간 중에 아메리카 합중국이 독립하였다.
1801년 1월 1일부로 아일랜드 왕국과 합병하여 명칭을 그레이트브리튼 아일랜드 연합왕국이라고 개칭했다.

## 역대 군주
- 앤 (1707년~1714년)
- 조지 1세 (1714년~1727년)
- 조지 2세 (1727년~1760년)
- 조지 3세 (1760년~1801년)

## 같이 보기
- 영국
- 잉글랜드
- 스코틀랜드
- 그레이트브리튼섬
- 그레이트브리튼 아일랜드 연합왕국